# Hoodoo Ann
Hoodoo Ann é um filme mudo de comédia dramática produzido nos Estados Unidos, dirigido por Lloyd Ingraham e lançado em 1916.